# Karbi (Aragatsotn)
Pour les articles homonymes, voir Karbi (homonymie).
Karbi (en arménien Կարբի) est une communauté rurale du marz d'Aragatsotn, en Arménie. Elle compte 4 150 habitants en 2009.